# Paysonia
Paysonia es un género de fanerógamas perteneciente a la familia Brassicaceae. Comprende 8 especies descritas y aceptadas.

## Taxonomía
El género fue descrito por O'Kane & Al-Shehbaz y publicado en Novon 12(3): 380–381. 2002.   La especie tipo es: Paysonia lescurii (A. Gray) O'Kane & Al-Shehbaz	
Etimología
Paysonia: nombre genérico que fue otorgado en honor del botánico Edwin Blake Payson.

## Especies aceptadas
A continuación se brinda un listado de las especies del género Paysonia aceptadas hasta julio de 2014, ordenadas alfabéticamente. Para cada una se indica el nombre binomial seguido del autor, abreviado según las convenciones y usos.
- Paysonia auriculata (Engelm. & A. Gray) O'Kane & Al-Shehbaz
- Paysonia densipila (Rollins) O'Kane & Al-Shehbaz
- Paysonia grandiflora (Hook.) O'Kane & Al-Shehbaz
- Paysonia lasiocarpa (Hook. ex A. Gray) O'Kane & Al-Shehbaz
- Paysonia lescurii (A. Gray) O'Kane & Al-Shehbaz
- Paysonia lyrata (Rollins) O'Kane & Al-Shehbaz
- Paysonia perforata (Rollins) O'Kane & Al-Shehbaz
- Paysonia stonensis (Rollins) O'Kane & Al-Shehbaz